# 九六式陸上攻擊機
九六式陸上攻擊機是中日戰爭時日本帝國海軍對中國城市進行轟炸的主力轟炸機。

## 研發簡史
1934年日本海軍提出要有雙發動機的陸上轟炸機去轟炸1,500公里外的陸上或海上目標，最後三菱重工交出的設計是全金屬製單翼和可收放式起落架設計的G3M，這在當時為一種極為前衛的概念，以至外國傳媒不相信是由日本人設計，而認為其是由德國公司（容克）為日本人研製。

## 基本資料
- 乘員:7人(正副駕駛，投彈手和機槍手)
- 機長:16.45米
- 翼展:25米
- 機高:3.68米
- 空重:4,965公斤
- 最重:8,000公斤
- 最快速度:375公里/小時
- 航程:4,400公里
- 昇限:9,200米
- 發動機:三菱重工製金星四二型風冷發動機(1,075匹馬力)X2
- 武裝:3挺7.7毫米口徑機槍+機背一挺20毫米口徑機炮+800公斤炸彈或魚雷

## 實戰

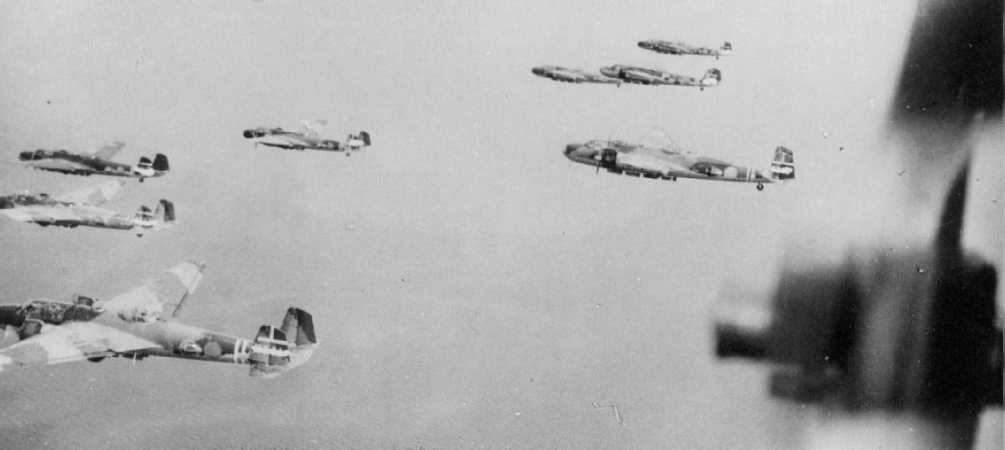
正編隊飛行去轟炸中國城市的九六式機群

1937年7月7日中日戰爭爆發，8月14日，日軍駐台灣的鹿屋航空隊派出18架九六式去轟炸中國空軍的筧橋空軍基地，但慘被以高志航為首的霍克三機隊迎頭痛擊，九六式被擊落6架傷兩架而中國空軍無任何損失，被擊傷的九六式後來在日本公開展示，每個彈孔都插上一枝箭，以作為日本海軍飛行員在中國奮戰的宣傳。
8月21日，日本海軍參謀大西瀧治郎乘坐木更津航空隊的九六式去中國戰場視察，當日有6架九六式去轟炸揚州，在中途已遇上中國空軍戰機，有3架九六式當場被擊落，大西瀧治郎乘坐的那架九六式一直被中國飛行員董明德駕駛的霍克三追著打，被打成滿身子彈孔後在濟州島降落。

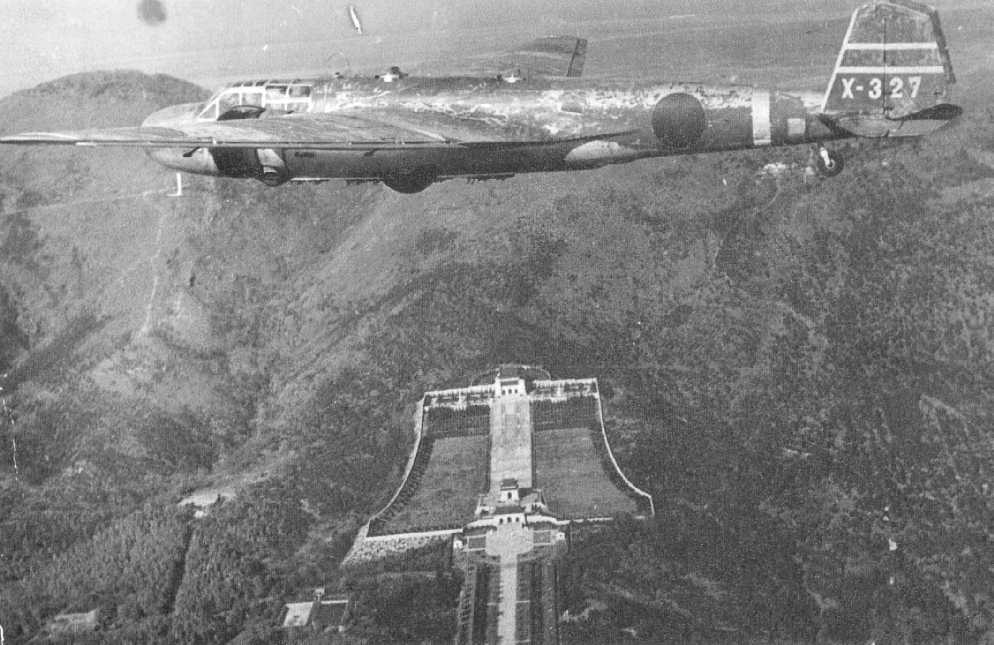
1938年，九六式陆上攻击机正越过孙中山陵墓

9月19日，大批九六式轟炸南京，中國空軍飛行員劉粹剛又在南京市民面前擊落了一架九六式，9月27日，九六式進犯華南，企圖炸毀粵漢鐵路但被陳瑞鈿駕駛的霍克II擊落了一架，1938年6月16日，9架九六式再次空襲華南但也被陳瑞鈿駕駛的格鬥士戰鬥機擊落兩架，此外，九六式也曾轟炸武漢和重慶等中國城市，由於為九六式陸上攻擊機護航的九六式艦載戰鬥機航程不足，要深入中國內陸的九六式因此被中國空軍擊落，戰損超過百分之十，這令日本海軍不得不讓三菱研製零式戰鬥機。
1941年12月8日太平洋戰爭爆發，九六式從台灣和印度支那的日軍基地起飛去轟炸馬來西亞的英軍和菲律賓的美軍，12月16日第一航空隊的26架九六式陸上攻擊機與鹿屋航空隊的18架一式陸上攻擊機從台灣飛到香港島轟炸英軍的基地及海防炮台。1942年後九六式漸被一式陸上攻擊機取代。

### 消滅英國遠東艦隊
1941年12月太平洋戰爭開始不久，日本帝國海軍收到由菲利普海軍少將率領的一隊由威爾斯親王號戰艦和反擊號巡洋戰艦以及4艘驅逐艦組成的英國遠東艦隊已從新加坡出發，北上要對付日本登陸部隊，12月10日，這隊英國艦隊被日本偵察機發現，下午1時，8架九六式到達並向反擊號投下炸彈，一枚炸彈命中令反擊號受輕傷，反擊號的防空炮火也打傷了兩架九六式，10分鐘後，又有16架九六式到達分別向反擊號和威爾斯親王號投下魚雷，兩艦在水上不停迴避，最終威爾斯親王號被炸中兩枚而反擊號被炸中一枚，威爾斯親王號雖然擊落了一架九六式但它被魚雷炸斷了螺旋槳軸，艦底被撕開了一個大洞，海水不停湧入，兩艦也已受到受創，失去航行能力，之後又有6架一式陸上攻擊機向反擊號投魚雷，其中4枚命中，反擊號終於在下午約2時20分被擊沉，與此同時，威爾斯親王號也被5枚由一式陸攻投下的魚雷命中和兩枚由九六式投下的炸彈炸中艦尾，威爾斯親王號也在下午約2時50分被擊沉。

## 相關機種
八試特殊偵察機
九六式陸上攻擊機的原型機，搭配廣海軍工廠生產的九一式引擎、具備每小時最快時速266公里的性能。
九試中型陸上攻擊機甲案型
以八試特殊偵察機為主、改造尾端與機身的機種。
九試中型陸上攻擊機丙案型
將機內原先偵查員與飛行員的位置作調整變更，有比甲案型略為縮短的機身。
九六式陸上攻擊機一一型
由甲案型為基礎製作的量產機種，搭配金星三型引擎。在螺旋槳上的設計有些許更動。
九六式陸上攻擊機二一型
搭配金星四二型引擎的機種。
九六式陸上攻擊機二二型
強化對戰武裝性能、變更搭乘人員數量的版本。
九六式陸上攻擊機二三型
改交由中島飛機代工量產的機種。

## 使用國家
- 日本

## 流行文化
- 2015年電視劇東方戰場出現九六式轟炸機轟炸上海，被霍克三戰鬥機擊落的情節。
- 2020年電視劇小娘惹出現九六式轟炸機轟炸新加坡，轟炸之下人民逃命的情節。